# Salmer fra kjøkkenet
Salmer fra kjøkkenet (no Brasil, Histórias de Cozinha) é um filme de drama norueguês de 2003 dirigido e escrito por Bent Hamer. Foi selecionado como representante da Noruega à edição do Oscar 2004, organizada pela Academia de Artes e Ciências Cinematográficas.

## Elenco
- Joachim Calmeyer - Isak Bjørvik
- Tomas Norström - Folke Nilsson
- Bjørn Floberg - Grant
- Reine Brynolfsson - Malmberg
- Sverre Anker Ousdal - Dr. Jack Zac. Benjaminsen
- Leif Andrée - Dr. Ljungberg